# Владиславовка (станция)
Владисла́вовка (укр. Владиславівка) — узловая железнодорожная станция Крымской железной дороги в Крыму на линии Джанкой — Феодосия.

## История
Станция открыта в 1896 году в составе участка Джанкой — Феодосия. Названа по одноимённому селу, в котором расположена.
В 1900 году после открытия от восточной горловины станции линии до Керчи стала узловой.
27 марта 1944 года на перегоне Владиславовка — Ислам-Терек диверсионная группа Загнигадзе Восточного соединения пустила под откос вражеский эшелон.
Здание вокзала построено по проекту архитектора М. И. Зарайского в 1953 г.

## Деятельность
Грузовые операции не предусмотрены.
На станции останавливаются все пассажирские поезда, следующие в/из Феодосию и Керчь. Пригородное сообщение представлено маршрутами:
- Джанкой — Керчь (2 пары);
- Феодосия — Владиславовка (4 пары);
- Феодосия — Кировская (2 пары);
- Феодосия — Армянск (1 пара);
- Феодосия — Симферополь (3 пары).

На станции имеются кассы, зал ожидания и камера хранения.

## Дальнее сообщение
| № поезда         | Маршрут движения из полуострова | № поезда         | Маршрут движения на полуостров |
| ---------------- | ------------------------------- | ---------------- | ------------------------------ |
| 007 «Таврия»     | Севастополь → Санкт-Петербург   | 008 «Таврия»     | Санкт-Петербург → Севастополь  |
| 027 «Таврия»     | Симферополь → Москва            | 028 «Таврия»     | Москва → Симферополь           |
| 075 «Таврия»     | Симферополь → Омск              | 076 «Таврия»     | Омск → Симферополь             |
| 091 «Таврия»     | Севастополь → Москва            | 092 «Таврия»     | Москва → Севастополь           |
| 141 «Таврия»     | Симферополь → Пермь             | 142 «Таврия»     | Пермь → Симферополь            |
| 164/163 «Таврия» | Феодосия → Москва               | 164/163 «Таврия» | Москва → Феодосия              |
| 173 «Таврия»     | Евпатория → Москва              | 174 «Таврия»     | Москва → Евпатория             |
| 178/177 «Таврия» | Феодосия → Санкт-Петербург      | 178/177 «Таврия» | Санкт-Петербург → Феодосия     |
| 179 «Таврия»     | Евпатория → Санкт-Петербург     | 180 «Таврия»     | Санкт-Петербург → Евпатория    |
| 315 «Таврия»     | Симферополь → Адлер             | 316 «Таврия»     | Адлер → Симферополь            |
| 373 «Таврия»     | Симферополь → Смоленск          | 374 «Таврия»     | Смоленск → Симферополь         |
| 415 «Таврия»     | Симферополь → Астрахань         | 416 «Таврия»     | Астрахань → Симферополь        |
| 425 «Таврия»     | Симферополь → Кисловодск        | 426 «Таврия»     | Кисловодск → Симферополь       |
| 551 «Таврия»     | Симферополь → Вологда           | 552 «Таврия»     | Вологда → Симферополь          |